# Tatsunori Yamagata
Tatsunori Yamagata (Fukuoka, 4 oktober 1983) is een Japans voetballer.

## Carrière
Tatsunori Yamagata speelde tussen 2002 en 2011 voor Albirex Niigata, Albirex Niigata FC en Avispa Fukuoka. Hij tekende in 2012 bij Tochigi SC.